# Arcovenator
Arcovenator – wymarły rodzaj dinozaura, teropoda z rodziny abelizaurów.
Skamieniałości nieznanego nauce dinozaura znaleziono we Francji, na południowym wschodzie kraju, w dorzeczu rzeki Arc, w okolicy wioski Pourrières. Spoczywały wśród skał basenu sedymentacyjnego Aix-en-Provence i formacji Lower Argiles Rutilantes datowanych na późny kampan.
Badanie znalezionych kości pozwoliło zaliczyć znalezisko do rodziny Abelisauridae. Wcześniej nie było pewności, czy przedstawiciele tej rodziny gondwańskich teropodów w ogóle występowali w Europie, mimo że znalezioną w Wielkiej Brytanii kość piszczelową autorzy zaliczyli do bazalnych abelizauroidów, a także z powodu pewnych znalezisk z Francji. Zmienia to pogląd na dyspersję tych teropodów, wskazując na ich zdolność do pokonywania barier w postaci zbiorników morskich. Odmienności w budowie kości pozwoliły na zaliczenie zwierzęcia do nowego rodzaju dinozaura, któremu nadano nazwę Arcovenator. Odnosi się ona do rzeki Arc, w dorzeczu której znaleziono szczątki, a dodane łacińskie słowo venator oznacza myśliwego. W rodzaju umieszczono pojedynczy gatunek i nazwano go Arcovenator escotae. Epitet gatunkowy upamiętnia firmę motoryzacyjną Escota, którą od 2006 sfinansowała wykopaliska. Przeprowadzono także analizę filogenetyczną, która wskazała jako jego najbliższych krewnych abelizaury z Indii i Madagaskaru. Rodzaj umieszczono w nowo wyróżnionej podrodzinie Majungasaurinae, zdefiniowanej jako wszystkie Abelisaridae bliższe Majungasaurus crenatissimus niż Carnotaurus sastrei.